# Dick Garmaker
Richard Eugene «Dick» Garmaker (Hibbing, Minnesota, 29 de octubre de 1932 - 13 de junio de 2020) fue un jugador de baloncesto estadounidense que disputó seis temporadas en la NBA, jugando en cuatro de ellas el All-Star Game. Con 1,90 metros de estatura, jugaba en la posición de base.

## Trayectoria deportiva

### Universidad
Comenzó su etapa universitaria en el Hibbing Junior College de su localidad natal, donde en su única temporada consiguió promediar 30 puntos por partido. La Universidad de Minnesota se fijó en él, siendo transferido a la misma, teniendo que pasar un año en blanco por las estrictas normas de la NCAA. Pero le mereció la pena, ya que en sus dos temporadas con los Golden Gophers fue elegido en ambas en el mejor quinteto de la Big West Conference, y en su último año en el primer equipo consensuado All-American, junto a nombres tan relevantes como Sihugo Green (Dukesne), Tom Gola (LaSalle), Bill Russell (San Francisco) y Dick Ricketts (Dukesne).
En su trayectoria como universitario promedió 22,9 puntos y 7,7 rebotes por partido.

### Profesional
Fue elegido, como elección territorial, en la sexta posición del Draft de la NBA de 1955 por Minneapolis Lakers, donde tras un primer año dubitativo, donde no contó con la confianza del entrenador, comenzó a dar muestras de su calidad en la temporada 1956-57, haciéndose con el puesto de titular, promediando 16,3 puntos por partido, el segundo mejor anotador de su equipo tras Clyde Lovellette, y jugando su primer All-Star Game de los cuatro que disputaría consecutivos a lo largo de su carrera. Consiguió además situarse como décimo mejor anotador de la liga.
Jugó durante dos años y medio más en los Lakers, consiguiendo en 1959 llegar a las Finales de la NBA, siendo derrotados por Boston Celtics por 4-0. Fue traspasado mediada la temporada 1959-60 a los New York Knicks a cambio de Ray Felix, jugando una temporada y media más a buen nivel, antes de retirarse en 1961, con tan solo 28 años. En el total de su trayectoria profesional promedió 13,3 puntos, 4,2 rebotes y 2,6 asistencias por partido.

## Fallecimiento
Falleció a los ochenta y siete años el 13 de junio de 2020.